# Коростенський краєзнавчий музей
Коростенський краєзнавчий музей — краєзнавчий музей у місті Коростені (Житомирська область), найбільше зібрання матеріалів з природи, історії, етнографії та культури Коростенщини (загалом понад 25 тис. експонатів основного фонду); діють 3 відділи: «Природа», «Історія»; працює на правах філії-відділення Житомирського краєзнавчого музею.
Музей розташований у середмісті Коростеня за адресою: вул. Грушевського, 6, м. Коростень-11500, Україна.

## Історія музею
Історія створення сучасного Коростенського краєзнавчого музею розпочалася ще в середині 1920-х років — 1924 року за рішенням окрвиконкому відкрився Коростенський окружний музей краєзнавства. Його створення та робота пов'язана з іменами видатних українських вчених Ф. Козубовського, К. Черв'яка, Н. Дмитрука. Так, відомий український археолог, завідувач Коростенським окружним відділом народної освіти Ф. Козубовський провадив 1925 року на Коростенщині археологічні розкопки, знахідки яких і лягли в основу експозиції краєзнавчого музею в Коростені, а сам учений став його першим директором. Колекція складалася з 400 музейних предметів, а сам заклад розташовувався у пристосованому приміщенні. При музеї було створене Коростенське наукове Товариство, яке співпрацювало з провідними науково-дослідними установами Києва, Ленінграда, Харкова, Житомира. Особиста роль керівника закладу, ентузіазм городян й вимоги держави того часу щодо розвитку музейної справи перетворили Коростенський краєзнавчий музей на значний культурний і науково-дослідницький осередок регіону. Під час Другої Світової війни зібрання музею було втрачено.

Відтворений кабінет Сергія Іванова

У повоєнний період краєзнавча робота в місті тривалий час велася на громадських засадах. Цим, зокрема, активно займався С.І. Іванов, учитель історії школи № 7 (у подальшому — почесний громадянин міста Коростеня) — людина, якій місто зобов'язане у справі відродження музейної справи в Коростені на державному рівні. Зібрана і передана ним колекція до зібрань Коростенського краєзнавчого музею налічує понад 3,5 тисячі предметів.
Активну участь у розвиткові музейної справи Коростеня і власне діяльності краєзнавчого музею відіграли також Г. Легастов, В. Скуратівський, Ю. Сегал, О. Нечипоренко, М. Грищенко (згодом директор закладу).
Згідно з рішенням Коростенського виконкому міської Ради від 25 липня 1975 року була започаткована робота з організації сучасного краєзнавчого музею в місті. 1986 року розпочато роботу над створенням нової музейної експозиції. 30 грудня 1987 року урочисто було відкрито постійну експозицію для відвідувачів — вона розпочала свою роботу у приміщенні колишнього шпиталю Коростенського укріпрайону (будинок збудований на початку 1930-х рр. і є однією з небагатьох будівель в місті, що збереглась з того часу). 
У 1990-х роках велися поодинокі розвідкові дослідження, з метою встановлення якості та перспективи дослідження коростенських старожитностей.
Починаючи від 2004 року за ініціативи та підтримки влади міста проводяться дослідження експедиції Інституту археології Національної академії наук України на чолі з кандидатом історичних наук Б.А. Звіздецьким. Результати її роботи виявилися винятково плідними — до фондів музею надійшло понад 4 тис. предметів, більшість з яких є дуже цінними і навіть унікальними. Блискуча археологічна колекція була на Першому Всеукраїнському фестивалі, вона ж стала основою оновленої експозиції музею. 
Успіхи місцевих археологів і перспективність археологічних дослідів у краї, а також існуюча матеріальна база та сприяння місцевої влади дозволили на початку серпня 2009 року, в т.ч. на базі Коростенського краєзнавчого музею, провести у місті перший Міжнародний науково-практичний польовий семінар експериментальної археології, за результатами якого було визнано за доцільне проведення таких заходів на постійній основі.

## Експозиція та діяльність
Постійна експозиція Коростенського краєзнавчого музею розміщена у 8 залах на 2 поверхах загальною площею 386,8 м². Музей має класичну змістову структуру — працюють відділи природи (2 зали), історії з підвідділами давньої, Нового часу історії та етнографії (на 2-му поверсі) і сучасної історії (на 1-му поверсі) та виставкова зала:

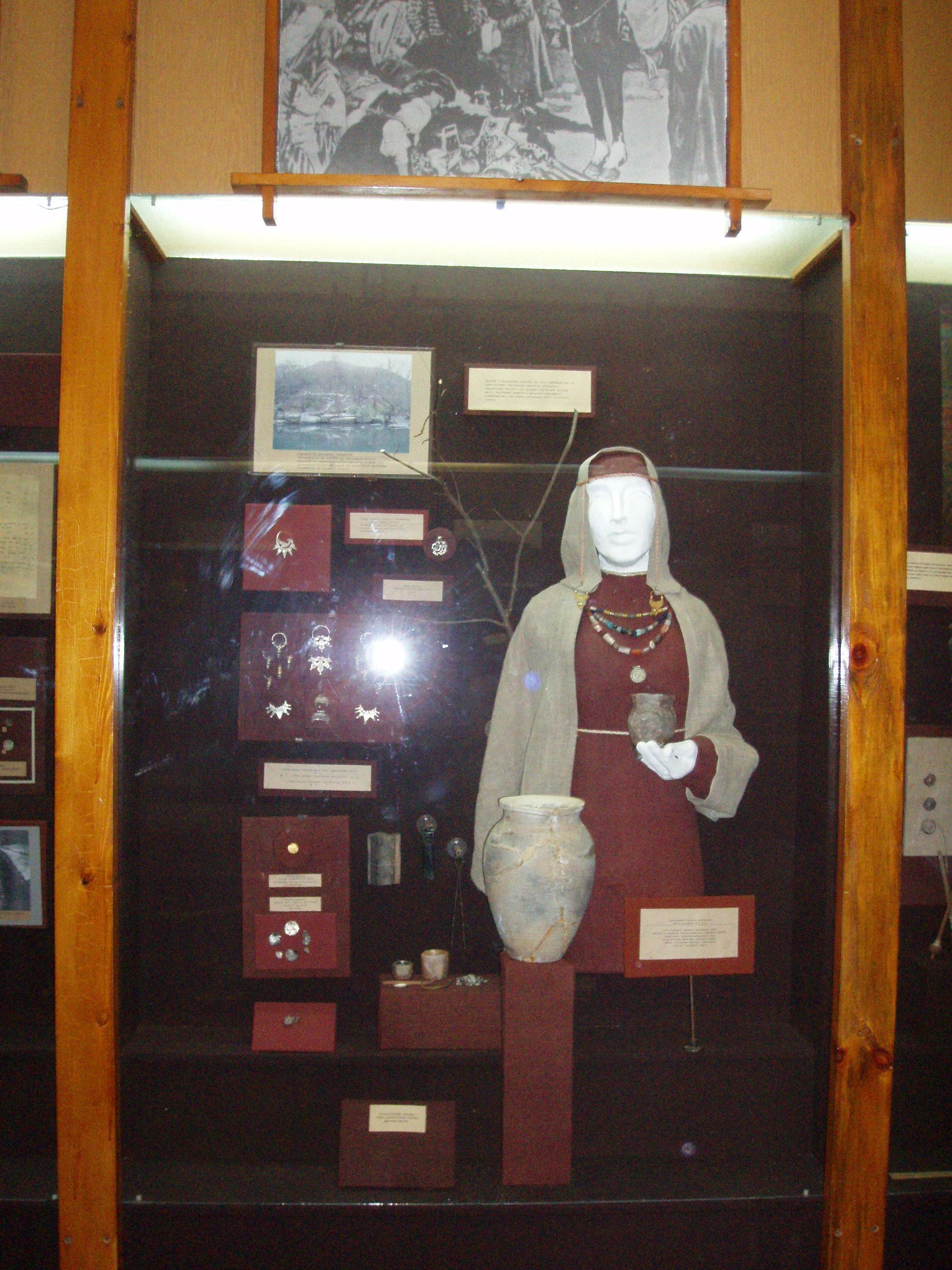
Вітрина з прикрасами древлян у розділі давньої історії

- у відділі природи представлено ландшафтне районування Коростенщини, її геологію та корисні копалини (в т.ч. зразки мінералів), рослинний  і тваринний світ;
- найбільш обсяжним і багатим на унікальні експонати є відділ історії — тут висвітлено історичний розвиток Коростенського краю від давнини до сьогодення. Особливий акцент (пріоритет) у експозиції зроблено на древлянській колекції — са́ме тут представлені археологічні знахідки останніх десятиліть, зокрема ювелірні вироби з золота древлянського періоду. Цінні експонати історичного відділу — зброя, прикраси, речі побуту Х—XIX століть. У етнографічному підвідділі не лише виставлені традиційні українські одяг, хатнє начиння, інструменти та інші речі, а й відтворено в оригінальних пам'ятках приміщення ремісників, наприклад, можна побачити коваля у кузні XIX століття. Окремі розділи розповідають про звитяжні й трагічні події XX століття — визвольні змагання українців 1917—21 рр., Голодомор в Україні 1932—1933 років, німецько-радянську війну. У розділі сучасної історії (повоєнної), що розташований на 1-му поверсі, крім проблематики відбудови Коростеня і району, окремо висвітлено розвиток підприємства «Коростенський фарфор», яке було відоме своєю продукцією на весь колишній Союз;
- у виставковій залі експонуються тимчасові виставки митців, в т.ч. місцевих, вироби народних умільців, фотоекспозиції тощо.

Пріоритетною темою діяльності Коростенського краєзнавчого музею залишається древлянський період історії міста і краю. Аналіз розкопок, спостережень дали підставу стверджувати про конструктивні особливості фортифікаційних споруд древлянської столиці та конкретизувати деякі історичні моменти щодо наявності й розвитку у древлян ковальського, залізоробного, гончарного, косторізного, ювелірного ремесел.
У теперішній час розпочато й тривають роботи зі створення історико-археологічного музею-заповідника «Стародавній Іскоростень IX-Х ст.ст.», який буде діяти як науково-дослідна, музейна, туристична структура. Продовженням даного напрямку роботи має стати музеєфікація «Ма́лового городища», фактично створення музею просто неба, роботи над чим уже також розпочалися. Цей об'єкт буде не тільки візуально відтворювати споруди IX-Х ст.ст., а й відповідатиме, за задумом проектантів, технологіям того часу.

## Галерея (середина вересня 2009 року)

Екскурсовод з групою у музейному відділі природи
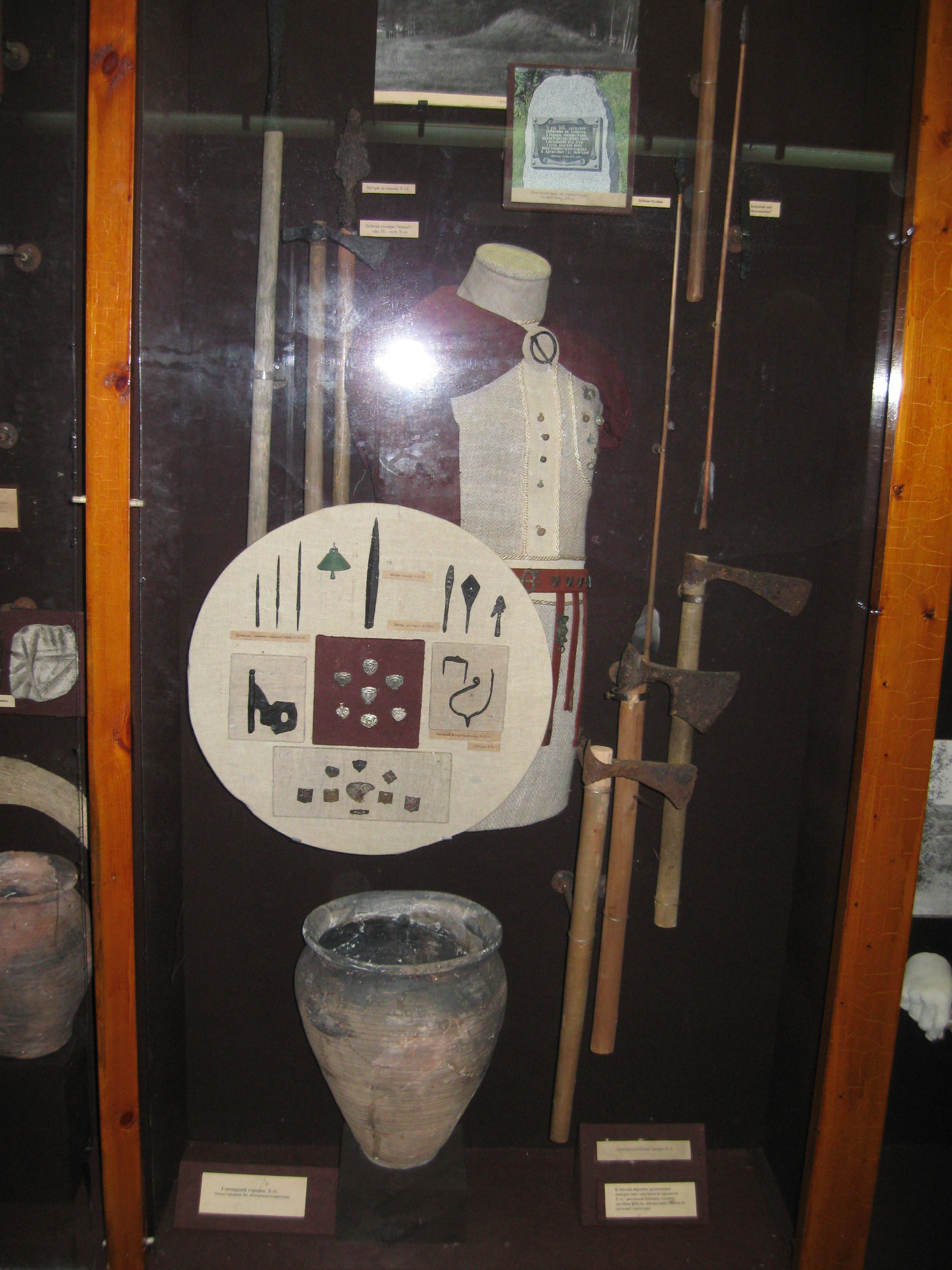
Вітрина зі зразками зброї і побутових речей древлян
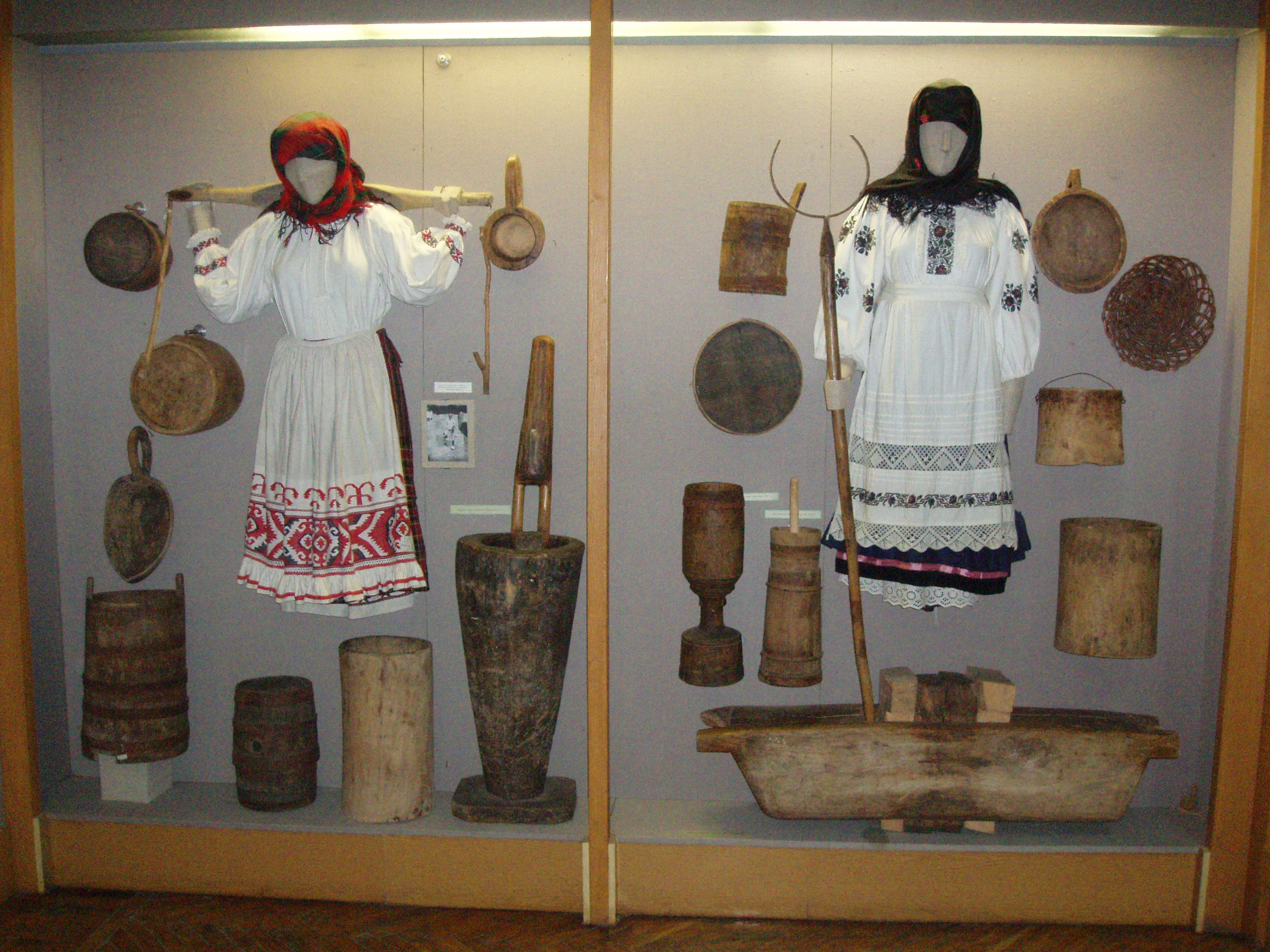
Вітрина етнографічного розділу
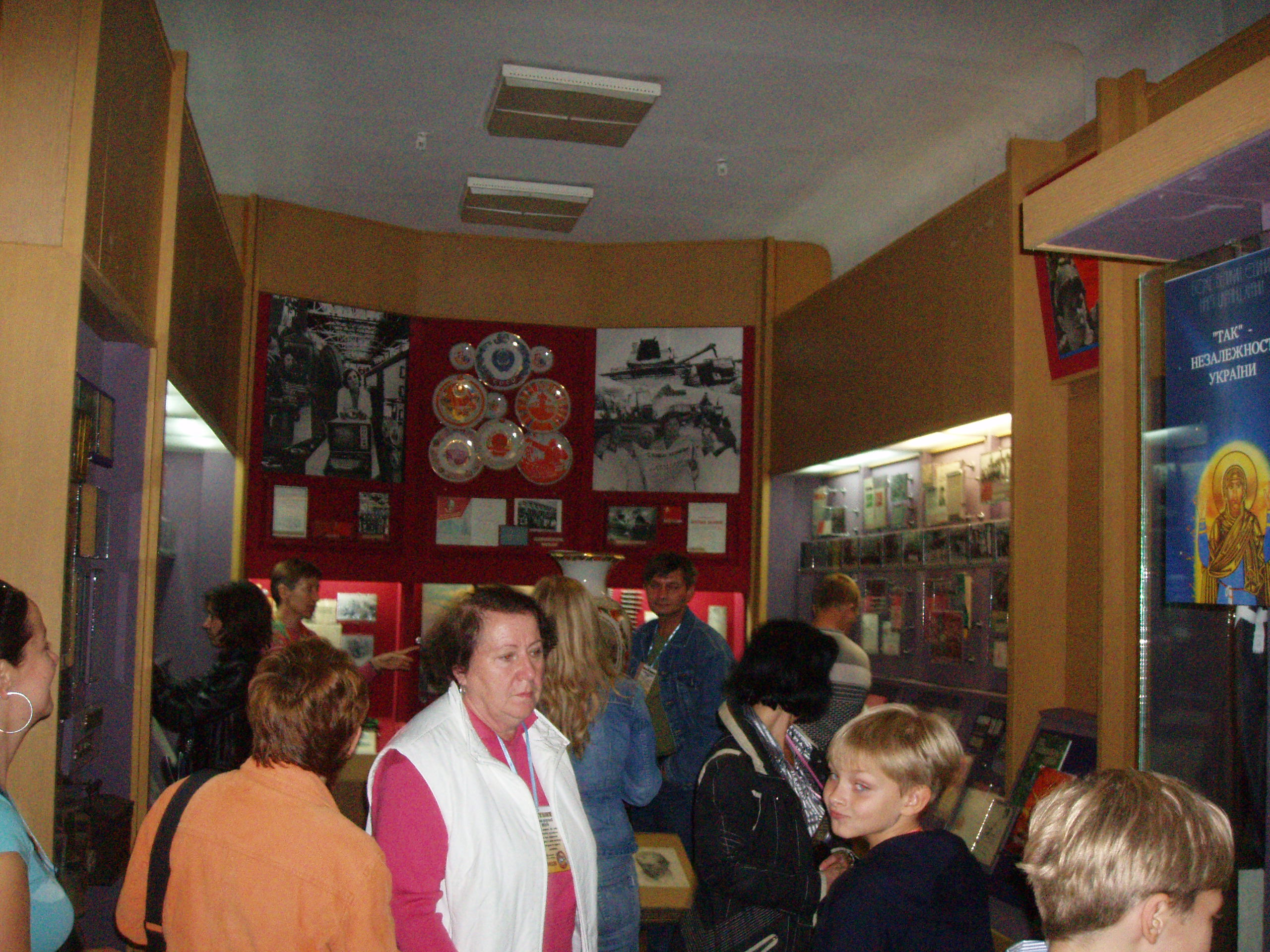
У залі сучасної історії

## Виноски
1. ↑  за інформацією співробітників музею
2. ↑  Коростенський краєзнавчий музей на www.prostir.museum («Музейний простір України») [Архівовано 7 жовтня 2009 у Wayback Machine.]
3. ↑  Ткачук Марина «Українська Троя» оживе. На місці древнього Іскоростеня, спаленого княгинею Ольгою, з’явиться древлянське поселення [Архівовано 8 вересня 2009 у Wayback Machine.] // «Україна Молода» № 147 за 13 серпня 2009 року